# Ливело (Ферара)
Ливело је насеље у Италији у округу Ферара, региону Емилија-Ромања.
Према процени из 2011. у насељу је живело 63 становника. Насеље се налази на надморској висини од -4 м.